# Chlaenius simbabwensis
Chlaenius simbabwensis is een keversoort uit de familie van de loopkevers (Carabidae). De wetenschappelijke naam van de soort is voor het eerst geldig gepubliceerd in 2008 door Kirschenhofer.